# Гальченко, Александр Яковлевич
Александр Яковлевич Гальченко (5 сентября 1923, Голая Пристань — 1993) — бригадир ГРОЗ шахты «Зенковская», г. Прокопьевск, Герой Социалистического Труда.

## Биография
Родился 5 сентября 1923 года в городе Голая Пристань Херсонской области. 
Работал на шахте «Зенковские уклоны» города Прокопьевск с 1955 года горнорабочим очистного забоя, в 1957 году возглавил бригаду лавщиков, которую вывел в число передовых не только на шахте, но и в городе. В 1960 году бригаде присвоено звание «Коллектив коммунистического труда». Эта бригада отличалась от других не только высокими технико-экономическими показателями, но и дисциплиной, шахтёрской солидарностью и взаимовыручкой, особым морально-психологическим климатом. Сам бригадир пользовался большим уважением не только на шахте, но и в самом посёлке «Зенковские уклоны». А. Я. Гальченко был депутатом Кемеровского областного Совета, членом бюро Прокопьевского горкома партии, избирался делегатом XXIV съезда КПСС (1971).
В 1971 году бригада Гальченко одержала новую трудовую победу. Работая в лаве по пласту «Сложный», в сложнейших горно-геологических условиях, они довели среднемесячную нагрузку на забой до 8090 тонн, что значительно превышает плановую.
По результатам работы в 8-й пятилетке (1966—1970) Александру Яковлевичу Гальченко присвоено звание Героя Социалистического Труда.
Награждён орденом Ленина, званием «Почётный мастер», занесён в Книгу Почёта шахты и Книгу трудовой славы Кемеровской области, кавалер знака «Шахтёрская слава» трёх степеней.
В 1976 году Гальченко вместе с семьёй переехал на родину. Работал на шахте «Днепровская» ПО «Павлоградуголь» (Днепропетровская область).